# Ређоне Пјан деле Сете (Асти)
Ређоне Пјан деле Сете је насеље у Италији у округу Асти, региону Пијемонт.
Према процени из 2011. у насељу је живело 10 становника. Насеље се налази на надморској висини од 473 м.